# مذبحة أردمتا
في 8 تِـشْرِين الثاني 2023، ارتكبت قوات الدعم السريع وجنجاويد مذبحة ذهب ضحيتها ما بين 800 و 1300 قتيل من منطقة أردمتا الواقعة في الجنينة غرب دارفور، السودان.
جاء الهجوم بعد انسحاب معسكر الفرقة 15 مشاة التابعة للقوات المسلحة السودانية. فر نحو 20 ألف شخص إلى تشاد في أعقاب أعمال العنف هذه. وأشارت بعض التقارير إلى ان المجزرة حدثت بدواعي عرقية، وتحديداً قبيلة المساليت.